# كسوف الشمس في 21 يونيو 2020
هو كسوف حلقي للشمس حدث في 21 يونيو 2020.  يحدث كسوف الشمس عندما يمر القمر بين الأرض و‌الشمس، عندها يحجب القمر قرص الشمس كليًا أو جزئيًا عن المشاهدة على سطح الأرض. وعندما يكون قطر القمر الظاهري أكبر من الشمس، يكون الكسوف كليًا، مما يحجب كل أشعة الشمس المباشرة، ويحوّل النهار إلى ظلام؛ لكنه يحدث ضمن مسار ضيق على سطح الأرض، ويكون الكسوف فوق المنطقة المحيطة بهذا المسار (بعرض آلاف الكيلومترات) كسوفًا جزئيًا. وإذا كان قطر القمر الظاهري أصغر من قطر الشمس يبدو كسوف الشمس حلقيا ؛ وهذا كان مظهره في كاتماندو بنيبال وتيوان ، فبدى حلقيا كاملا.

## الرؤية والمشاهدة

مسار متحرك للكسوف.

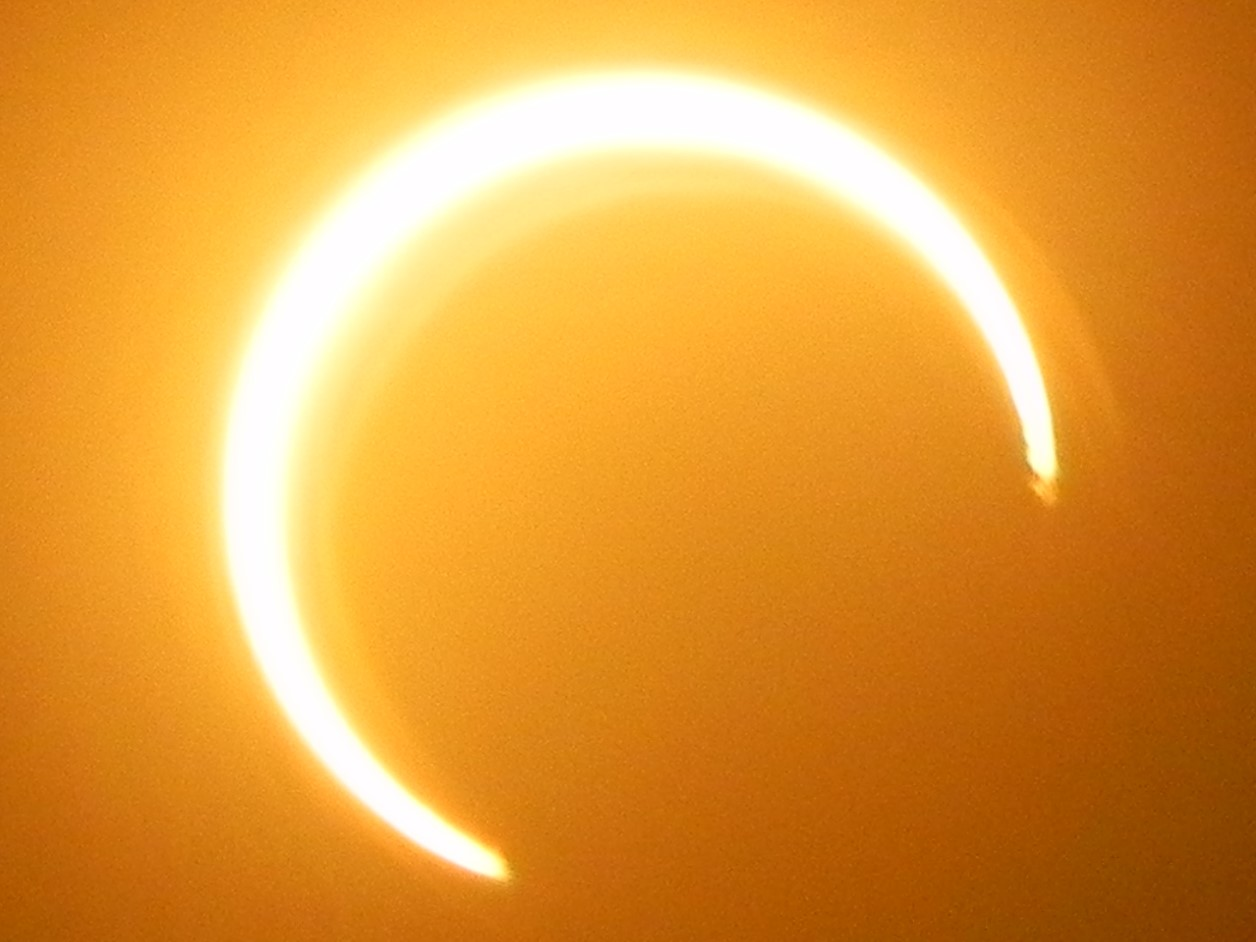
لقطة لكسوف شبه حلقي في صنعاء عاصمة اليمن بتاريخ 21 يونيو 2020 الساعة 08:09 صباحا بالتوقيت المحلي.

مر المسار المركزي لهذا الكسوف الحلقي عبر أجزاء من وسط وشرق أفريقيا، بما في ذلك جمهورية الكونغو، وجمهورية الكونغو الديمقراطية، وجمهورية أفريقيا الوسطى، وجنوب السودان، وإثيوبيا، وإريتريا، وجيبوتي. جنوب شبه الجزيرة العربية، بما في ذلك اليمن وعمان وجنوب المملكة العربية السعودية؛ أجزاء من جنوب آسيا والهملايا، بما في ذلك جنوب باكستان وشمال الهند ونيبال والتبت؛ أجزاء من شرق آسيا، بما في ذلك جنوب الصين وتايوان، وجزء من ميكرونيزيا، بما في ذلك غوام.  كان الكسوف الجزئي مرئيًا في معظم أنحاء أفريقيا وجنوب شرق أوروبا ومعظم آسيا (باستثناء الجزء الشمالي من سيبيريا ومعظم جزيرة جاوة) وفي غينيا الجديدة وشمال أستراليا قبل غروب الشمس. في أوروبا، كان الكسوف الجزئي مرئيًا لأماكن جنوب شرق الخط يمر تقريبًا عبر بيروجيا، ميسكولك، لفيف، وياروسلافل.
بالنسبة لعمان والهند، كان الكسوف الحلقي الثاني بعد 6 أشهر من كسوف ديسمبر 2019. 
وشاهد الكسوف الشمسي الحلقي الكثير من الناس في الدول العربية. وعلى سبيل المثال، قال مركز القبة السماوية العلمي التابع لقطاع التواصل الثقافي بمكتبة الإسكندرية إن نحو ربع مليون شخص قد تابعوا الأحد الماضي، رصد المركز لكسوف حلقي للشمس.

## صور لمشاهدة الكسوف في بلاد مختلفة

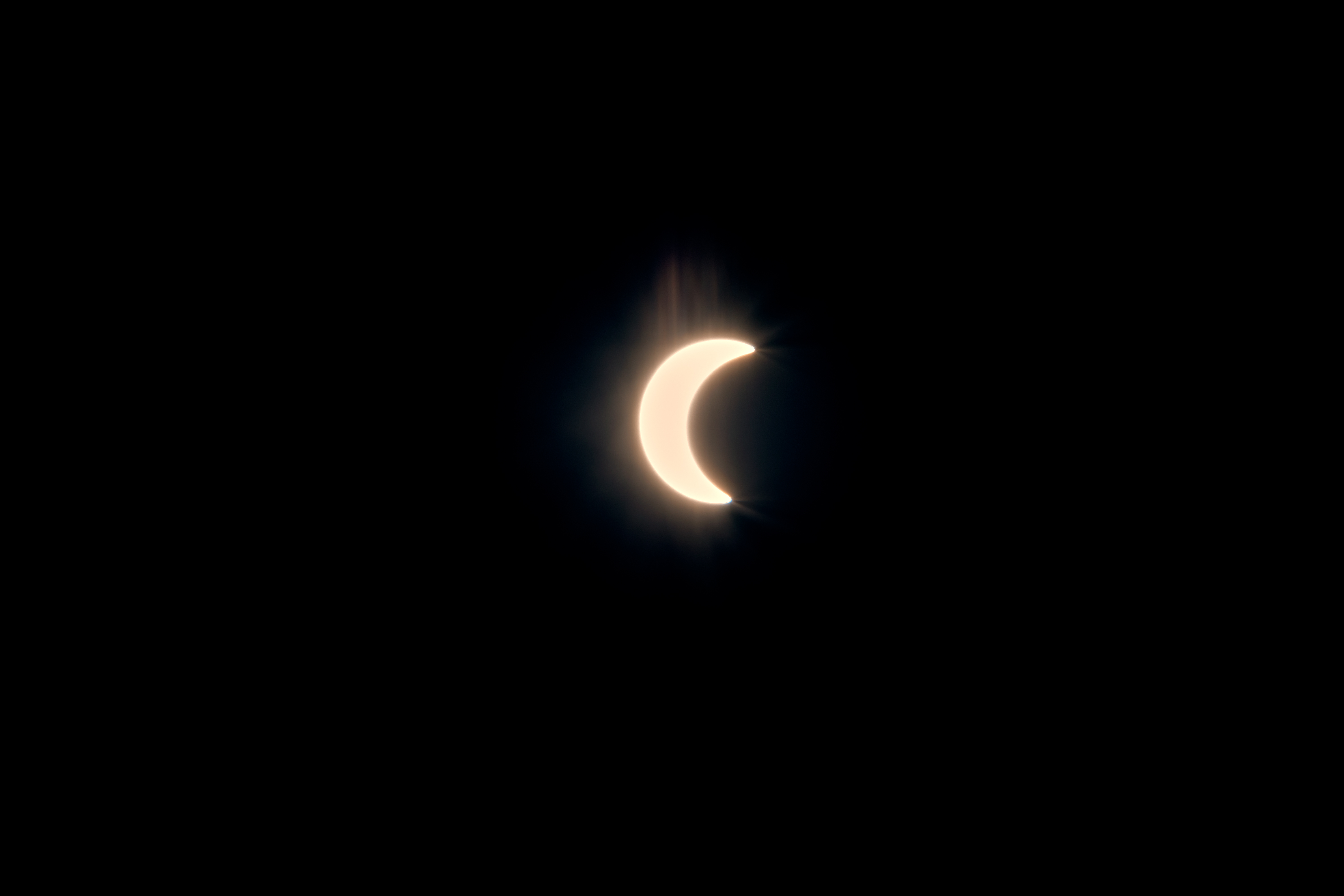
الرياض، السعودية
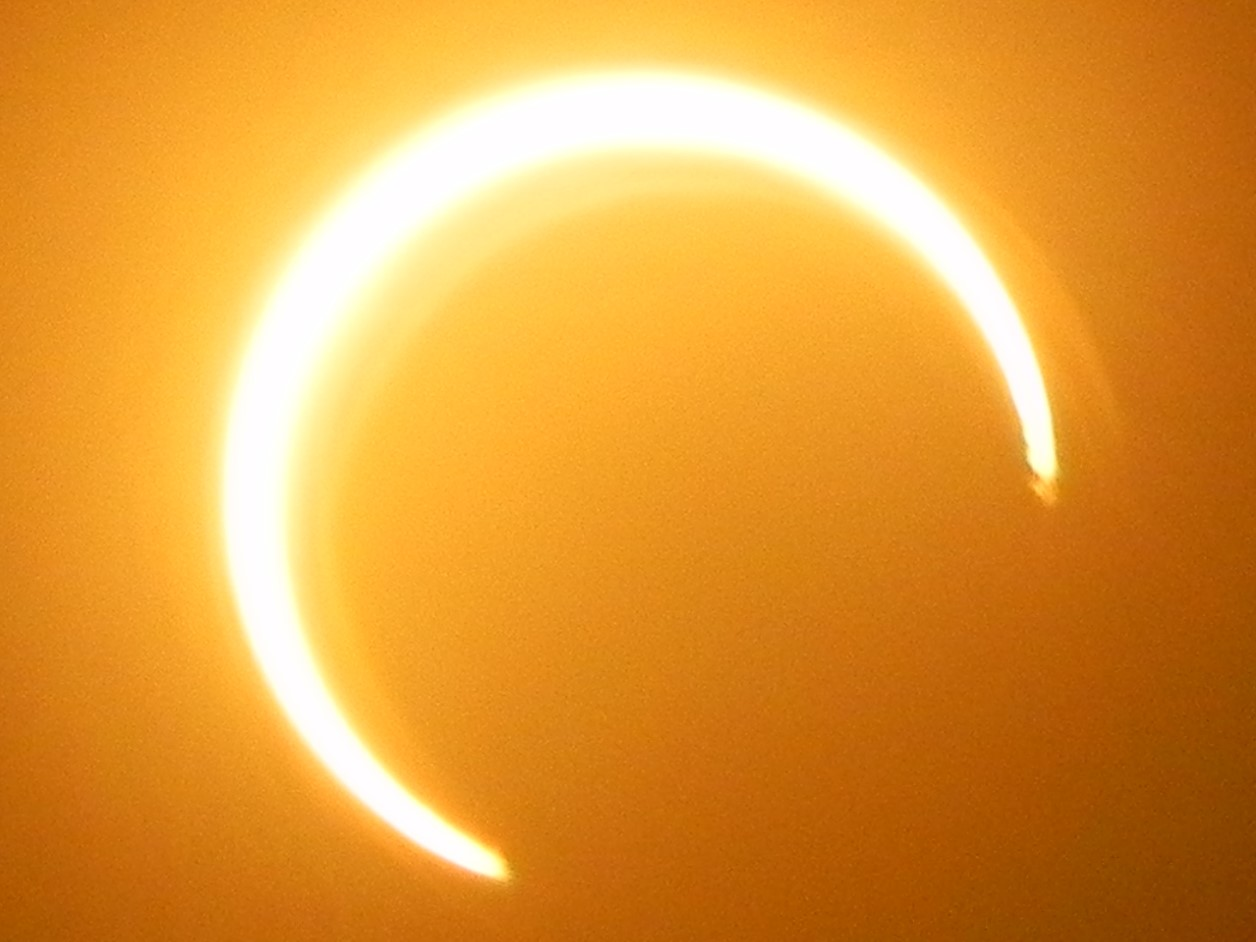
صنعاء، اليمن
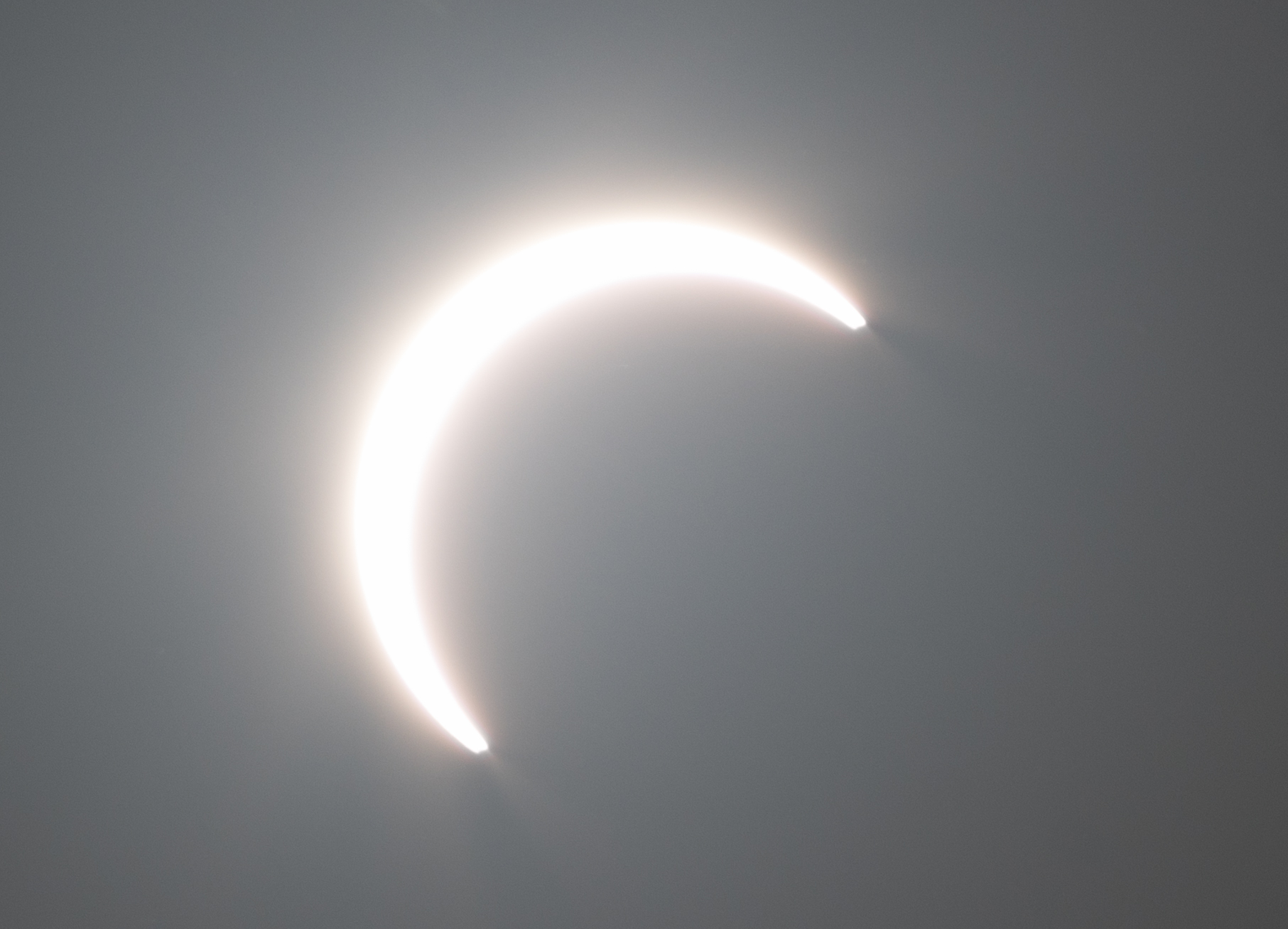
لاهور، الباكستان
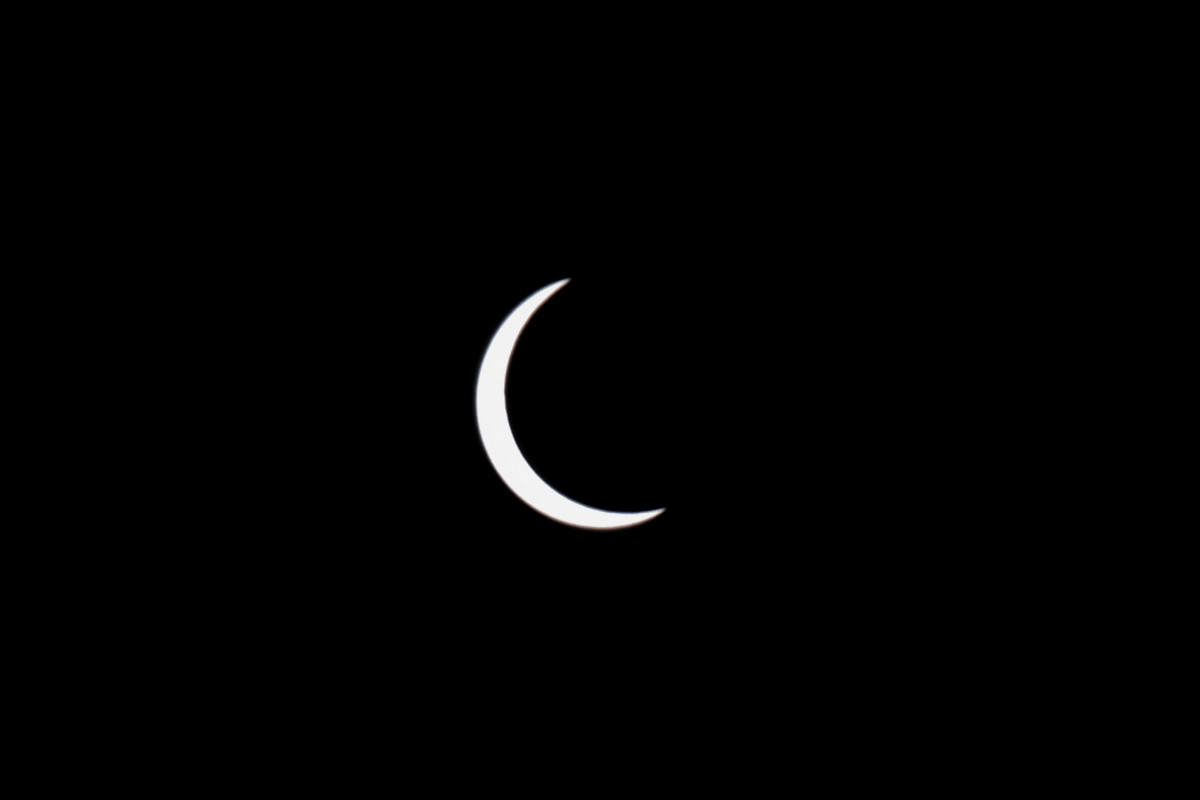
هونغ كونغ
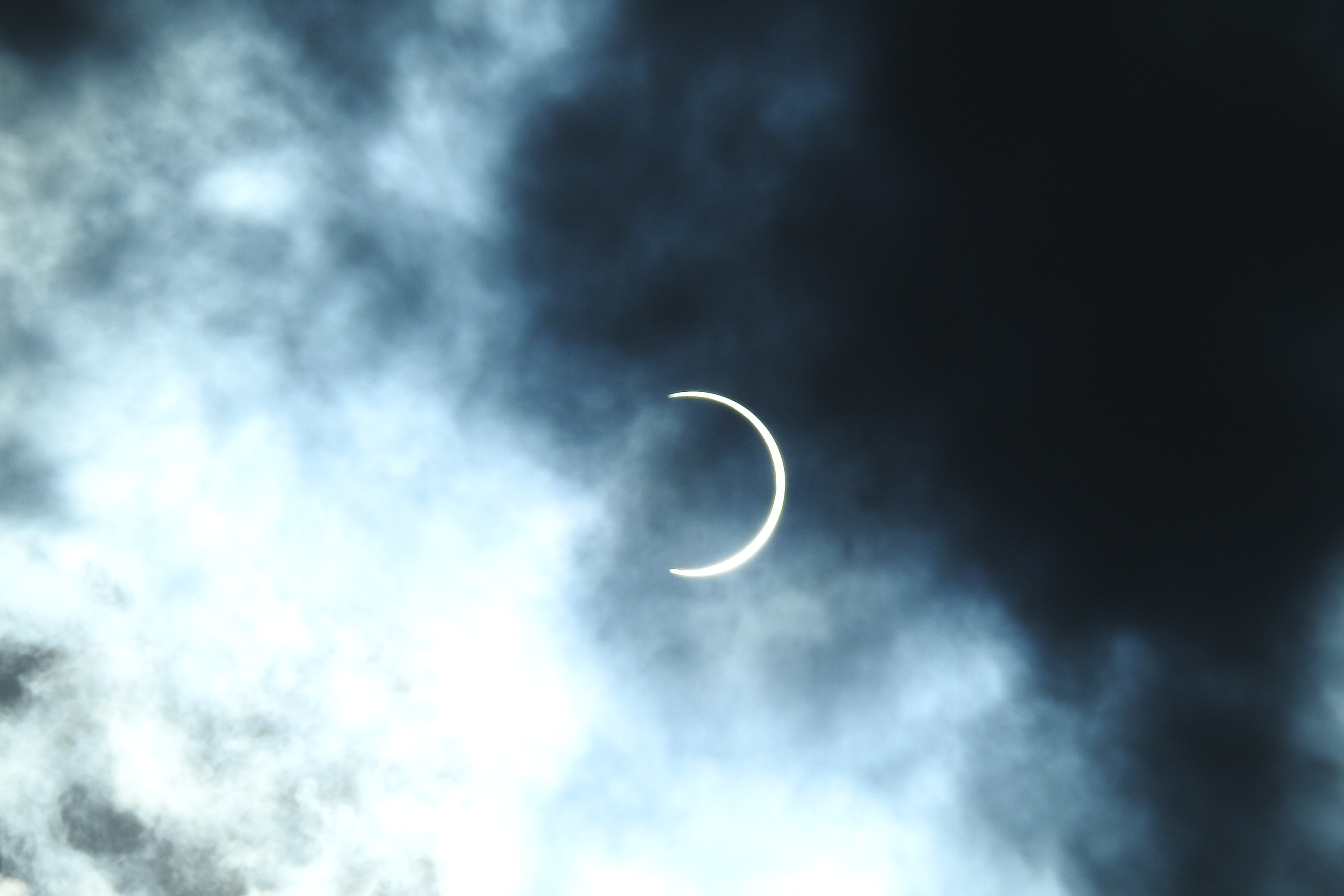
تاي شانغ، تايوان
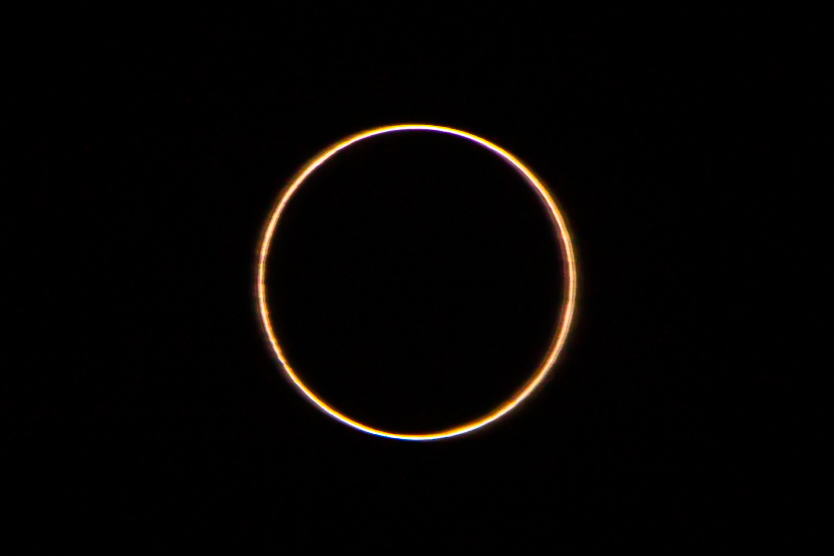
شيامن، الصين الشعبية
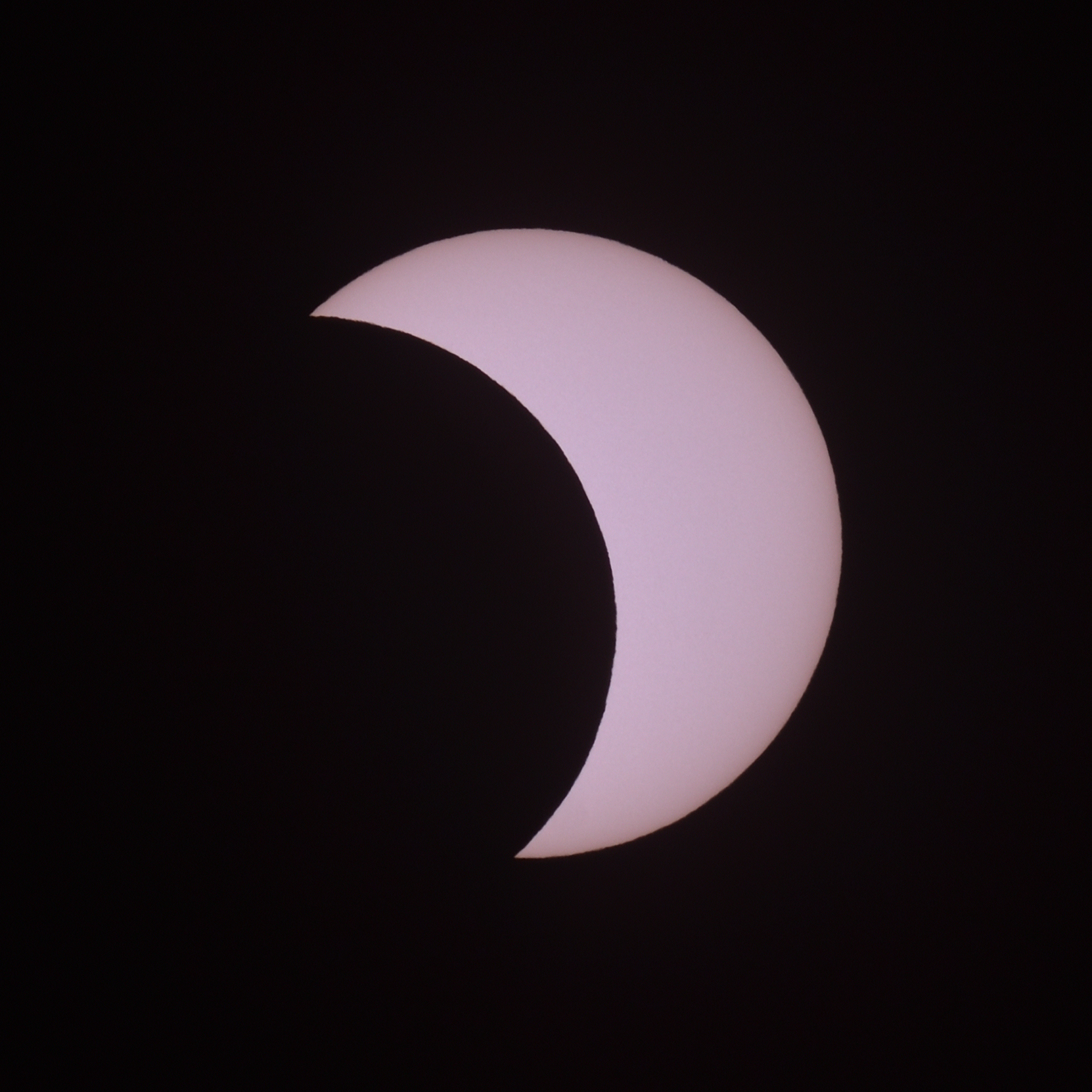
فوكوكا، اليابان
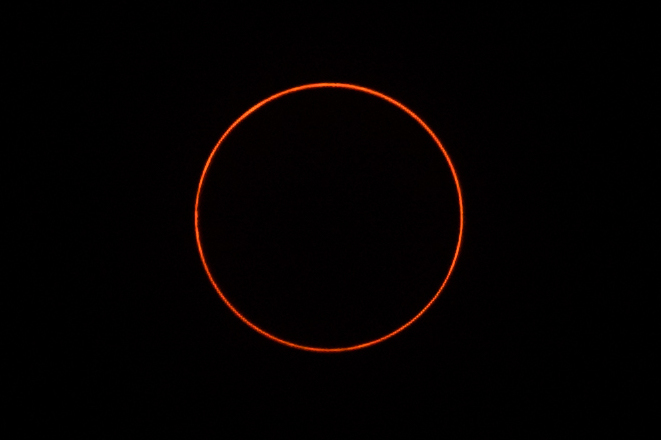
شيا يي، تيوان
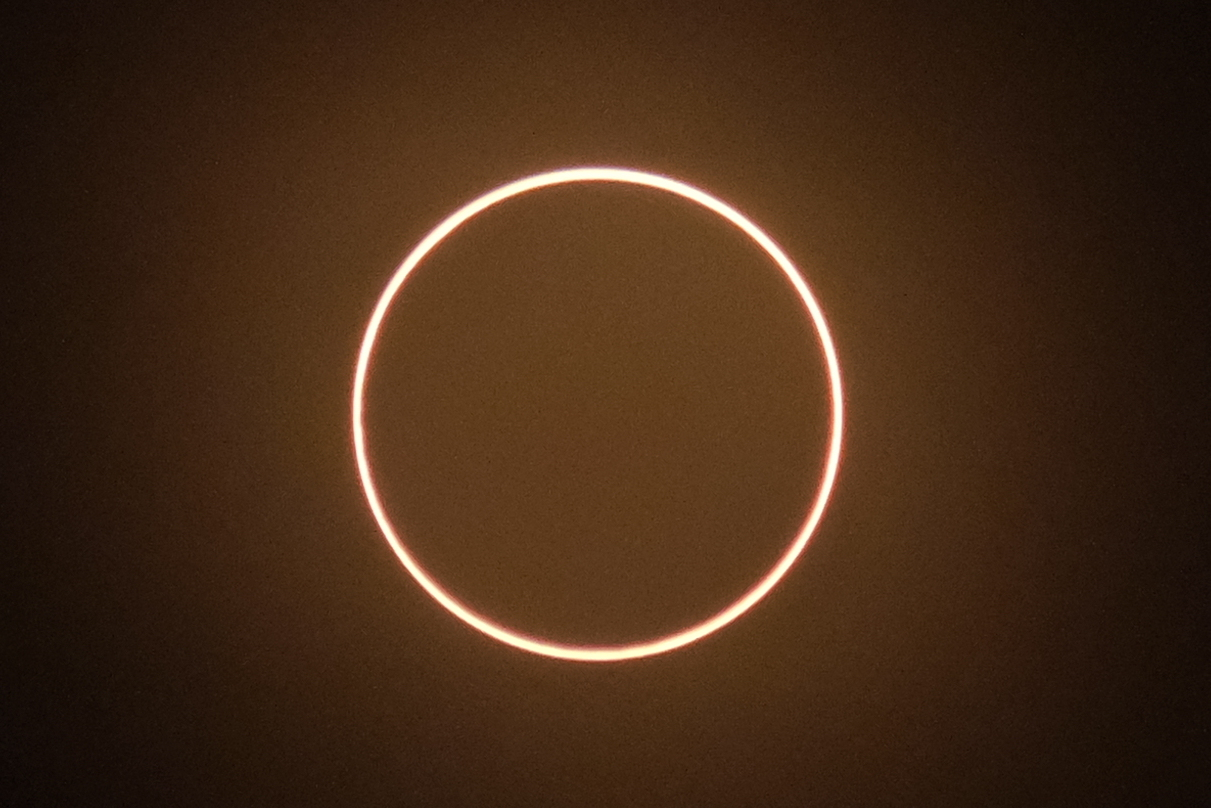
يولين، تيوان

## كسوف ذات صلة

### كسوف الشمس من 2018-2021
| كسوف الشمس من 2018–2021 | كسوف الشمس من 2018–2021         | كسوف الشمس من 2018–2021     | كسوف الشمس من 2018–2021       | كسوف الشمس من 2018–2021 | كسوف الشمس من 2018–2021 |
| ----------------------- | ------------------------------- | --------------------------- | ----------------------------- | ----------------------- | ----------------------- |
| العقدة الصاعدة          | العقدة الصاعدة                  |                             | العقدة النازلة                | العقدة النازلة          |                         |
| 117 جزئيا من ملبورن     | 13 يوليو 2018 جزئيا             | 122 جزئيا من ناخودكا، روسيا | كسوف الشمس 6 يناير 2019 جزئيا |                         |                         |
| 127 من لا سيرينا        | كسوف الشمس في 2 يوليو 2019 كليا | 132                         | 26 ديسمبر 2019 حلقيا          |                         |                         |
| 137                     | 21 يونيو 2020 حلقيا             | 142                         | 14 ديسمبر 2020 ‏ كليا          |                         |                         |
| 147                     | 10 يونيو 2021 حلقيا             | 152                         | كسوف الشمس 4 ديسمبر 2021 كليا |                         |                         |

### ساروس 127
| الحالات من 52–68 حدثت/ستحدث بين عامي 1901 و2200 | الحالات من 52–68 حدثت/ستحدث بين عامي 1901 و2200 | الحالات من 52–68 حدثت/ستحدث بين عامي 1901 و2200 |
| 52                                              | 53                                              | 54                                              |
| ----------------------------------------------- | ----------------------------------------------- | ----------------------------------------------- |
| كسوف الشمس في 28 أبريل 1911 ‏                    | كسوف الشمس في 9 مايو 1929 ‏                      | كسوف الشمس في 20 مايو 1947 ‏                     |
| 55                                              | 56                                              | 57                                              |
| كسوف الشمس في 30 مايو 1965 ‏                     | كسوف الشمس في 11 يونيو 1983 ‏                    | كسوف الشمس 21 يونيو 2001                        |
| 58                                              | 59                                              | 60                                              |
| كسوف الشمس في 2 يوليو 2019                      | كسوف الشمس 13 يوليو 2037                        | كسوف الشمس 24 يوليو 2055                        |
| 61                                              | 62                                              | 63                                              |
| كسوف الشمس 3 أغسطس 2073                         | كسوف الشمس 15 أغسطس 2091                        | 26 أغسطس 2109 (جزئيا)                           |
| 64                                              | 65                                              | 66                                              |
| 6 سبتمبر 2127 (جزئيا                            | 16 سبتمبر 2145 (جزئيا)                          | 28 سبتمبر 2163 (جزئيا)                          |
| 67                                              | 68                                              |                                                 |
| 8 أكتوبر 2181 (جزئيا)                           | 19 أكتوبر 2199 (جزئيا)                          |                                                 |

### سلسلة Inex
في القرن 19:
- Solar Saros 120: الكسوف الكلي للشمس في 19 نوفمبر 1816
- Solar Saros 121: كسوف كلي في 30 أكتوبر عام 1845
- Solar Saros 122: الكسوف الحلقي الشمسي في 10 أكتوبر لعام 1874

| سلسلة Inex بين عامي 1901 و2100: | سلسلة Inex بين عامي 1901 و2100: | سلسلة Inex بين عامي 1901 و2100: |
| ------------------------------- | ------------------------------- | ------------------------------- |
| 21 سبتمبر 1903 ‏ (Saros 123)     | 31 أغسطس 1932 ‏ (Saros 124)      | 11 أغسطس 1961 ‏ (Saros 125)      |
| 22 يوليو 1990 ‏ (Saros 126)      | 2 يوليو 2019 (Saros 127)        | 11 يونيو 2048 (Saros 128)       |
| 22 مايو 2077 (Saros 129)        |                                 |                                 |

في القرن 22:
- Solar Saros 130: الكسوف الكلي للشمس في 3 مايو لعام 2106
- Solar Saros 131: الكسوف الحلقي الشمسي في 13 أبريل لعام 2135
- Solar Saros 132: الكسوف الهجين للشمس في 23 مارس 2164
- Solar Saros 133: الكسوف الكلي للشمس في 3 مارس 2193

### سلسلة Metonic
| 21 كسوف من الجنوب إلى الشمال بين 1 يوليو 2000 و1 يوليو 2076 | 21 كسوف من الجنوب إلى الشمال بين 1 يوليو 2000 و1 يوليو 2076 | 21 كسوف من الجنوب إلى الشمال بين 1 يوليو 2000 و1 يوليو 2076 | 21 كسوف من الجنوب إلى الشمال بين 1 يوليو 2000 و1 يوليو 2076 | 21 كسوف من الجنوب إلى الشمال بين 1 يوليو 2000 و1 يوليو 2076 |
| 1-2 يوليو                                                   | 19-20 أبريل                                                 | 5-7 فبراير                                                  | 24-25 نوفمبر                                                | 12-13 سبتمبر                                                |
| 107                                                         | 109                                                         | 111                                                         | 113                                                         | 115                                                         |
| ----------------------------------------------------------- | ----------------------------------------------------------- | ----------------------------------------------------------- | ----------------------------------------------------------- | ----------------------------------------------------------- |
| 1 يوليو 1981                                                | 20 أبريل 1985                                               | 6 فبراير 1989                                               | 24 نوفمبر 1992                                              | 12 سبتمبر 1996                                              |
| 117                                                         | 119                                                         | 121                                                         | 123                                                         | 125                                                         |
| كسوف الشمس في 1 يوليو 2000 ‏                                 | كسوف الشمس 19 أبريل 2004                                    | كسوف الشمس 7 فبراير 2008                                    | كسوف الشمس 25 نوفمبر 2011                                   | كسوف الشمس 13 سبتمبر 2015                                   |
| 127                                                         | 129                                                         | 131                                                         | 133                                                         | 135                                                         |
| كسوف الشمس في 2 يوليو 2019                                  | كسوف الشمس 20 أبريل 2023                                    | كسوف الشمس 6 فبراير 2027                                    | كسوف الشمس في 25 نوفمبر 2030 ‏                               | كسوف الشمس 12 سبتمبر 2034                                   |
| 137                                                         | 139                                                         | 141                                                         | 143                                                         | 145                                                         |
| كسوف الشمس 2 يوليو 2038                                     | كسوف الشمس 20 أبريل 2042                                    | كسوف الشمس 5 فبراير 2046                                    | كسوف الشمس 25 نوفمبر 2049                                   | كسوف الشمس 12 سبتمبر 2053                                   |
| 147                                                         | 149                                                         | 151                                                         | 153                                                         | 155                                                         |
| كسوف الشمس 1 يوليو 2057                                     | كسوف الشمس 20 أبريل 2061                                    | كسوف الشمس 5 فبراير 2065                                    | كسوف الشمس 24 نوفمبر 2068                                   | كسوف الشمس 12 سبتمبر 2072                                   |
| 157                                                         | 159                                                         | 161                                                         | 163                                                         | 165                                                         |
| كسوف الشمس 1 يوليو 2076                                     | 19 أبريل 2080                                               | 6 فبراير 2084                                               | 25 نوفمبر 2087                                              | 13 سبتمبر 2091                                              |